# Суходільська сільська рада (Глухівський район)
Суході́льська сільська́ ра́да — колишній орган місцевого самоврядування у Глухівському районі Сумської області. Адміністративний центр — село Суходіл.

## Загальні відомості
- Населення ради: 815 осіб (станом на 2001 рік)

## Населені пункти
Сільській раді підпорядковані населені пункти:
- с. Суходіл
- с. Кореньок
- с. Тополя
- с. Червоний Пахар

## Склад ради
Рада складається з 14 депутатів та голови.
- Голова ради: Ащаулова Валентина Миколаївна
- Секретар ради: Гончарова Валентина Єгорівна

### Керівний склад попередніх скликань
| Прізвище, ім'я, по батькові   | Основні відомості                                                             | Дата обрання | Дата звільнення |
| ----------------------------- | ----------------------------------------------------------------------------- | ------------ | --------------- |
| Дєжурний Федір Іванович       | Сільський голова, 1954 року народження, безпартійний                          | 26.03.2006   | 31.10.2010      |
| Дежурний Федір Іванович       | Сільський голова, 1954 року народження, освіта середня загальна, безпартійний | 31.10.2010   | 01.04.2013      |
| Ащаулова Валентина Миколаївна | Сільський голова, 1963 року народження, освіта вища, член Партії регіонів     | 15.12.2013   |                 |

Примітка: таблиця складена за даними сайту Верховної Ради України